# (207763) Oberursel
(207763) Oberursel ist ein Asteroid des äußeren Hauptgürtels, der sich zwischen Mars und Jupiter befindet.
Er wurde am 6. Oktober 2007 von den deutschen Amateurastronomen Rainer Kling und Ute Zimmer von der Hans-Ludwig-Neumann-Sternwarte (IAU-Code B01) auf dem Kleinen Feldberg im Taunus aus entdeckt.
Der Asteroid wurde am 10. Dezember 2011 nach der Stadt Oberursel in Hessen, dem Wohnort von Ute Zimmer, benannt.